# Paederia praetermissa
Paederia praetermissa är en måreväxtart som beskrevs av Christian Puff. Paederia praetermissa ingår i släktet Paederia och familjen måreväxter. Inga underarter finns listade i Catalogue of Life.